# Ernesto Lecuona
Ernesto Lecuona, kubanski skladatelj in pianist, * 6. avgust 1895, Guanabacoa (danes del Havane, Kuba, † 29. november 1963, Santa Cruz de Tenerife, Kanarski otoki. 
Lecuona je bil eden najpopularnejših kubanskih skladateljev 20. stoletja, pogosto so ga imenovali tudi »kubanski Gershwin«. Njegov opus skladb za gledališče, film in krajših popevk, je velik; zanj so značilni afro-kubanski in kubanski ritmi, zarzuele, številne njegove pesmi so še danes popularne. Mednje sodijo Siboney (Canto Siboney), Malagueña in The Breeze And I (Andalucía). Leta 1942 je bila Lecuonova uspešnica »Vedno v mojem srcu« (Siempre en mi Corazon) nominirana za Oskarja za najboljšo pesem, vendar ga je prejel White Christmas. Lecuona je pisal tudi orkesterske skladbe in dirigiral Simfoničnemu orkestru Ernesto Lecuona, s katerim je 10. oktobra 1943 nastopil tudi v Carnegie Hallu. Sicer je ustanovil tudi ansambel Lecuona Cuban Boys band, s katerim je izvajal popularno glasbo.

## Izbor skladb

### Za klavir
- - Suite Andalucía
    - Córdova/Córdoba
    - Andaluza
    - Alhambra
    - Gitanerías
    - Guadalquivir
    - Malagueña

  - San Francisco El Grande
  - Ante El Escorial
  - Zambra Gitana
  - Aragonesa
  - Granada
  - Valencia Mora
  - Aragón

### Valčki
- - Si menor (Rococó)
  - La bemol
  - Apasionado
  - Crisantemo
  - Vals Azul
  - Maravilloso
  - Romántico
  - Poético

### Ostalo
- - Zapateo y Guajira
  - Rapsodia Negra
  - Canto del Guajiro
  - La Habanera
  - Tres miniaturas
  - Polichinela
  - Bell Flower
  - Cajita de música
  - Mazurka en glissado
  - Preludio en la noche
  - Diario de un niño
  - Yumurí
  - Zenaida
  - Benilde
  - No me olvides
  - Melancolía
  - Orquídeas
  - La primera en la frente
  - La Comparsa
  - El tanguito de mamá (también llamada A la antigua)
  - La danza interrumpida
  - La mulata
  - Arabesque
  - Ella y yo
  - La Cardenense
  - Al fin te vi
  - Impromptu
  - Los Minstrels
  - Gonzalo, ¡no bailes más!
  - ¡Que risa me da! Mi abuela bailaba así
  - ¡No hables más!
  - No puedo contigo
  - ¡Echate pa'llá María!
  - Ahí viene el chino
  - ¿Por qué te vas?
  - Lola está de fiesta
  - En tres por cuatro
  - Danza Lucumí
  - ¡Y la negra bailaba!
  - La conga de medianoche
  - Danza de los Ñáñigos
  - Yo soy así
  - Pensaba en ti
  - Dame tu amor
  - Amorosa
  - Mis tristezas
  - Como baila el muñeco
  - Futurista
  - Burlesca
  - Mientras yo comía maullaba el gato
  - La 32
  - ¡Y sigue la lloviznita!
  - El miriñaque
  - Eres tú el amor
  - Andar
  - Muñequita
  - Tú serás
  - Negrita
  - Aquí está
  - Melancolía
  - Lloraba en sueños
  - Negra Mercé
  - La negra Lucumí